# NGC 4108
NGC 4108 في الفهرس العام الجديد، هي مجرة، تقع في كوكبة التنين. اكتشفت في 3 أبريل 1832 بواسطة جون هيرشل.

## روابط خارجية
- NGC 4108 على موقع ويكي سكاي: DSS2, SDSS, GALEX, IRAS, Hydrogen α, X-Ray, Astrophoto, Sky Map, Articles and images